# Gemeinde Gorenja vas-Poljane
Gorenja vas-Poljane (dt.: Baiersdorf-Pölland) ist eine Gemeinde (Občina) in der historischen Landschaft Oberkrain, Region Gorenjska (dt.: Oberkrain) in Slowenien. Verwaltungssitz ist die Ortschaft Gorenja Vas.

## Lage
Die Gemeinde liegt im mittleren Abschnitt des Tals Poljanska dolina. Einige Weiler reichen bis auf 1000 m Höhe hinauf.

## Ortschaften
Die Gemeinde umfasst folgende 73 Ortschaften:
- Bačne
- Brebovnica
- Bukov Vrh
- Čabrače
- Četena Ravan
- Debeni
- Delnice
- Dobje
- Dobravšce
- Dolenčice
- Dolenja Dobrava
- Dolenja Ravan
- Dolenja Žetina
- Dolenje Brdo
- Dolge Njive
- Fužine
- Goli Vrh
- Gorenja Dobrava
- Gorenja Ravan
- Gorenja Vas
- Gorenja Žetina
- Gorenje Brdo
- Hlavče Njive
- Hobovše pri Stari Oselici
- Hotavlje
- Hotovlja
- Jarčje Brdo
- Javorje
- Javorjev Dol
- Jazbine
- Jelovica
- Kladje
- Kopačnica
- Kremenik
- Krivo Brdo
- Krnice pri Novakih
- Lajše
- Laniše
- Laze
- Leskovica
- Lom nad Volčo
- Lovsko Brdo
- Lučine
- Malenski Vrh
- Mlaka nad Lušo
- Murave
- Nova Oselica
- Podgora
- Podjelovo Brdo
- Podobeno
- Podvrh
- Poljane nad Škofjo Loko
- Predmost
- Prelesje
- Robidnica
- Smoldno
- Sovodenj
- Srednja Vas–Poljane
- Srednje Brdo
- Stara Oselica
- Studor
- Suša
- Todraž
- Trebija
- Vinharje
- Volaka
- Volča
- Žabja Vas
- Zadobje
- Zakobiljek
- Zapreval
- Žirovski Vrh Svetega Antona
- Žirovski Vrh Svetega Urbana

## Nachbargemeinden
|        | Železniki, Škofja Loka                      | Škofja Loka                        |
| Cerkno | Kompassrose, die auf Nachbargemeinden zeigt | Škofja Loka, Dobrova-Polhov Gradec |
| Žiri   |                                             | Dobrova-Polhov Gradec              |

## Geschichte
Einst gehörte die Talschaft zur Herrschaft Škofja Loka (dt.: „Bischoflaak“). Bis zum Ende des Habsburgerreichs gehörte die Gemeinde Poljane zum Kronland Krain, wobei die Gemeinde Teil des Gerichtsbezirks Bischoflack und des Bezirks Krainburg war.

## Sehenswürdigkeiten
- Poljanska Dolina (Pöllander Tal) mit der Poljanska Sora
- Kulturzentrum Šubic (Geburtshaus der Maler Janez und Jurij Subic)[4]

## Persönlichkeiten
- Anton Ažbe, Maler * 1862 † 1905 im Ortsteil Dolenčice geboren
- Ivan Tavčar, Schriftsteller * 1851 † 1923, im Ortsteil Poljane nad Škofjo Loko geboren
- Jurij Šubic, Maler * 1855 † 1890, im Ortsteil Poljane nad Škofjo Loko geboren